# Associazione nazionale esercenti funiviari
L'Associazione nazionale esercenti funiviari (ANEF) è un'associazione senza scopo di lucro, apolitica e apartitica, nata nel 1953.
ANEF rappresenta circa 300 aziende  di trasporto a fune, per un totale di circa 1700 impianti, sia in territori alpini che appenninici.
Dall'aprile 2014 è presidente di ANEF Valeria Ghezzi, della Funivie seggiovie San Martino di Castrozza (Trentino).
L'associazione aderisce a Confindustria, partecipa a Federturismo e, sul piano internazionale, ha rappresentanza nell'Organizzazione internazionale trasporti a fune (OITAF).

## Storia
ANEF nasce negli anni  del miracolo economico italiano, periodo in cui la montagna invernale è al centro di una crescente attrattività. Grazie agli sport della neve, il turismo invernale diviene un fenomeno di massa, determinando l'espansione del settore degli impianti a fune e profondi cambiamenti sociali e urbanistici nell'area alpina. In questo contesto, nell'ambiente del trasporto a fune matura l'esigenza di una rappresentanza specializzata, che si fa poi carico delle sfide legate ai cambiamenti del turismo invernale: il cortocircuito dello sci di massa, l'impatto del cambiamento climatico sulle località invernali, i nuovi modelli di turismo.

## Funzioni
L'attività degli impianti a fune è parte essenziale dell'imprenditoria di montagna, dove il turismo è in molti casi la principale risorsa. Premettendo la naturale discontinuità stagionale che caratterizza il settore, si stima un numero di addetti nell'ordine di 11.000/ 12.000 unità, con un rapporto 1:3 tra lavoratori fissi e stagionali.
Le società funiviarie si fanno carico di diverse attività che richiedono investimenti e spese di gestione elevate: trasporto, innevamento, attrezzaggio in sicurezza delle aree sciabili. ANEF cura quindi azioni imprenditoriali, gestionali e di marketing a sostegno delle società.
L'associazione assolve alle seguenti funzioni:
- cura e tutela degli interessi degli associati, contribuendo alla soluzione di problemi tecnici, economici, giuridici, fiscali, in materia di rapporti di lavoro;
- stipula i contratti collettivi di lavoro in rappresentanza degli associati;
- rappresenta gli associati nei confronti di autorità pubbliche, istituzioni e parti sociali;
- designa rappresentanti o delegati in enti, organi, commissioni nazionali e internazionali d’interesse;
- informa gli associati sui problemi di carattere generale di loro interesse;
- promuove il riconoscimento del valore economico, sociale e civile dell’attività funiviaria in ambito turistico e sportivo[4].

## Organi
Sono organi di ANEF: l'assemblea degli associati; le sezioni territoriali: 7 a livello regionale, 2 a livello provinciale; il consiglio direttivo; il comitato di presidenza; il presidente; i vice-presidenti; i revisori contabili; i probiviri.